# دهستان دشت (ارومیه)
دهستان دشت نام دهستانی در بخش سیلوانه شهرستان ارومیه، استان آذربایجان غربی در ایران است. براساس سرشماری مرکز آمار ایران در سال ۱۳۸۵، جمعیت آن ۸۶۴۷ نفر (۱۵۴۱ خانوار) بوده‌است.